# Katedra Świętego Jerzego w Addis Abebie
Katedra Świętego Jerzego – katedra etiopskiego kościoła ortodoksyjnego. Wyróżniająca się swoją budową na planie ośmiokąta foremnego. Położona jest w północnej części Addis Abeby, na końcu ulicy Churchilla.
Zaprojektowana przez Sebastiano Castagna, będącego włoskim jeńcem wojennym, wziętym do niewoli w bitwie pod Aduą w 1896. Kilka lat później została poświęcona świętemu Jerzemu dla uczczenia zwycięskiej bitwy pod Aduą przeciwko oddziałom włoskim. Po przejęciu władzy przez Włochy budynek katedry został podpalony w 1937 na polecenie władz faszystowskich. Cesarz Haile Selassie I zlecił odrestaurowanie katedry z okazji jego ponownej intronizacji w 1941 roku.
Cesarzowa Zauditu była tu koronowana w 1917 roku, z kolei w 1930 katedra była miejscem koronacji cesarza Haile Selassie I i stała się tym samym celem pielgrzymek rastafarian. Obecnie we wnętrzu katedry mieści się  muzeum. Wśród eksponatów znajduje się tron cesarski, a także broń używana w walkach przeciwko oddziałom włoskich kolonizatorów.